# Chiesa di San Michele Arcangelo (Ferrara, Pescara)
La chiesa di San Michele Arcangelo è la parrocchiale di Pescara di Ferrara, in provincia di Ferrara ed arcidiocesi di Ferrara-Comacchio; fa parte del vicariato di Santa Caterina Vegri.

## Storia
La prima citazione di una chiesa dedicata a San Michele Arcangelo situata a Pescara risale al 1287.
 Alcune informazioni su questa cappella sono contenute nella relazione della visita pastorale del 1436 di Giovanni Tavelli.
La chiesetta venne affrescata nel 1441 e riedificata assieme al campanile e alla canonica nel 1442 con il finanziamento di Giovanni e Agnese della Mela. 
 L'attuale parrocchiale è frutto dei rifacimenti condotti nel XVIII secolo; in questo periodo il campanile fu sopraelevato. La torre campanaria subì dei restauri nell'Ottocento a causa di problemi di staticità. La rotta del Po del 1872 arrecò alla chiesa lievi danni.
 La parrocchiale fu completamente restaurata tra il 2005 ed il 2010.